# Paluküla (Hiiumaa)
Koordinaten: 58° 59′ N, 22° 49′ O

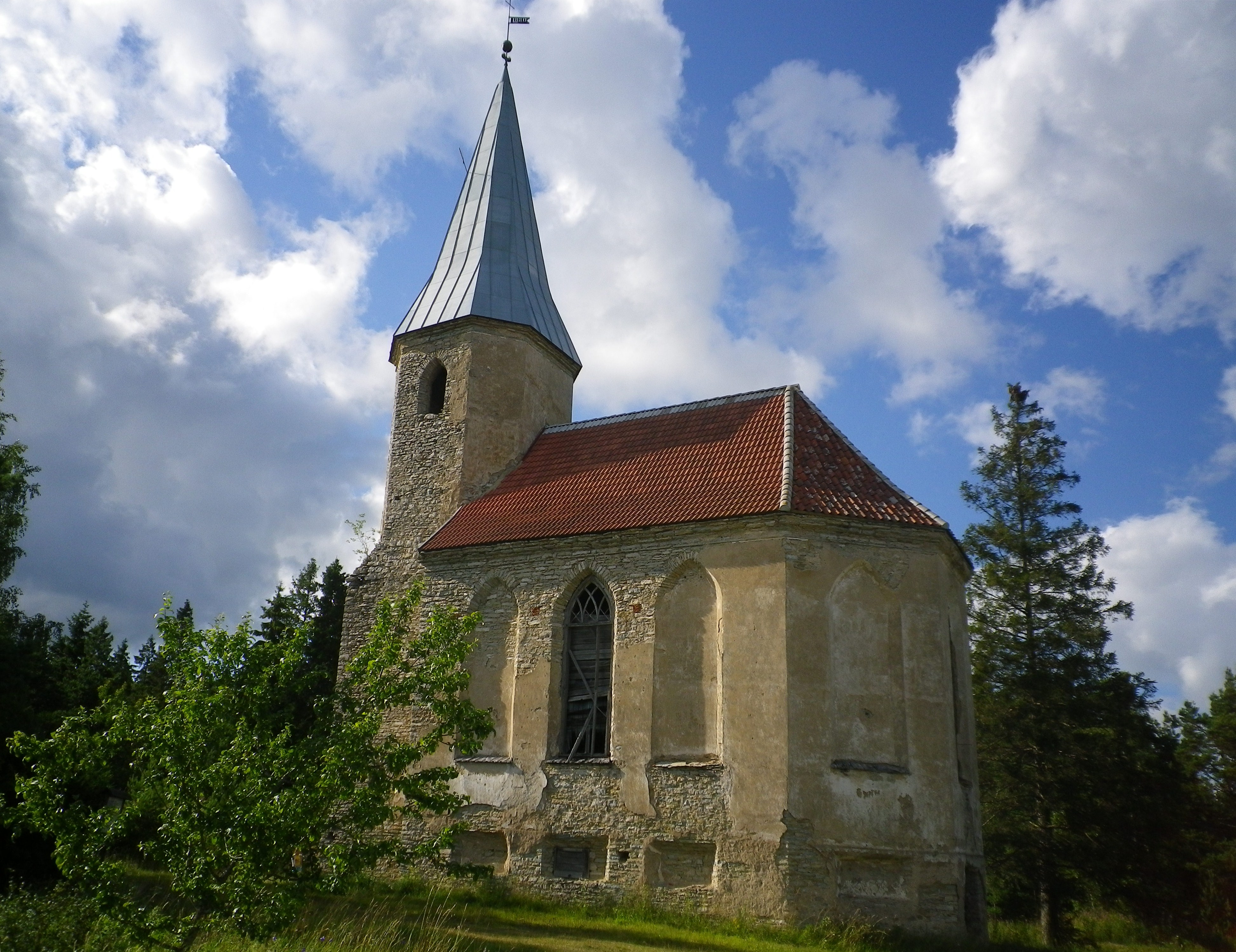
Kirche von Paluküla (Aufnahme von 2012)

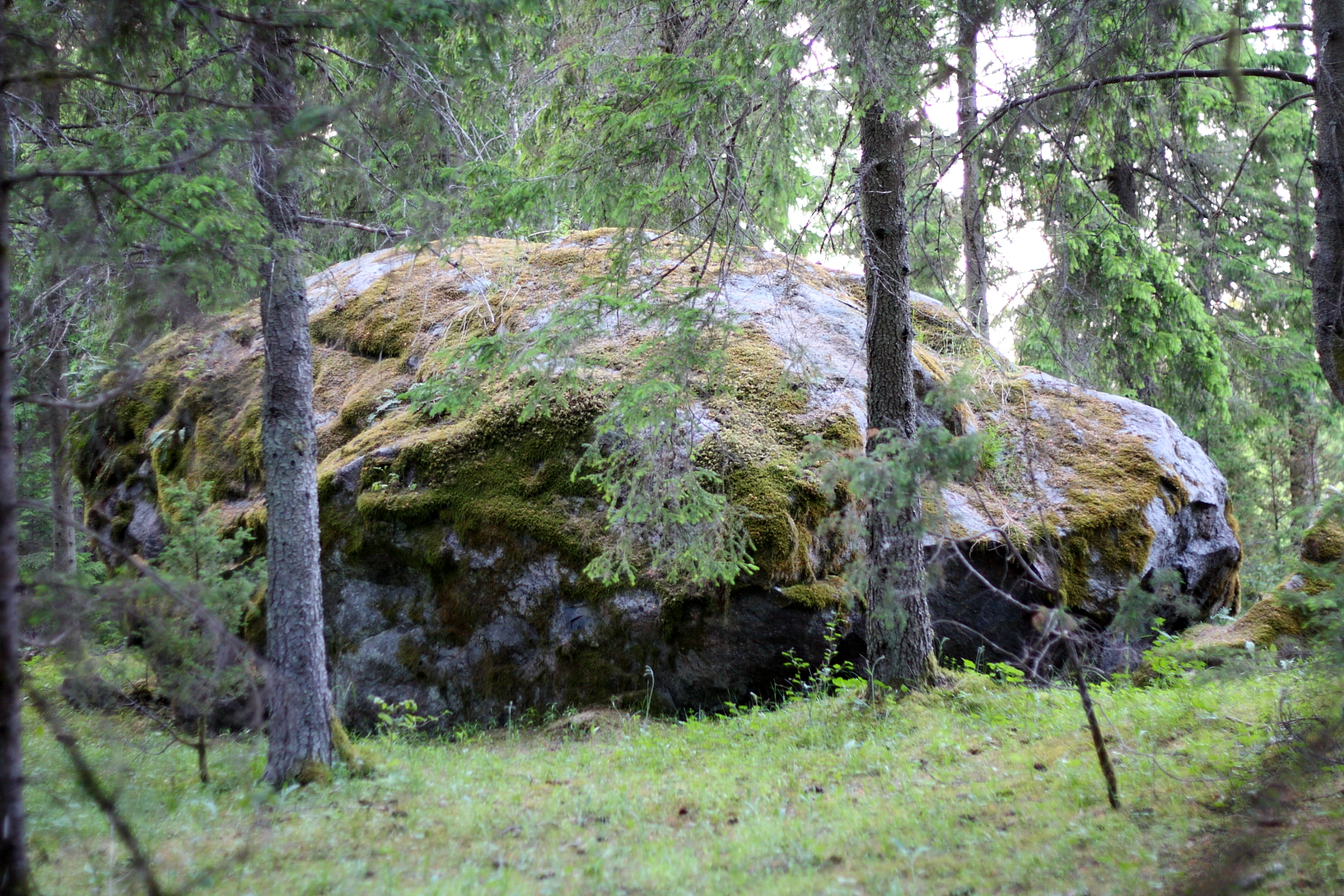
Findling im Wald von Paluküla

Paluküla (deutsch Palloküll) ist ein Dorf (estnisch küla) in der Landgemeinde Hiiumaa (bis 2017: Landgemeinde Pühalepa). Es liegt auf der zweitgrößten estnischen Insel Hiiumaa (deutsch Dagö).

## Beschreibung und Geschichte
Paluküla hat 14 Einwohner (Stand 31. Dezember 2011). Der Ort befindet sich drei Kilometer von der Inselhauptstadt Kärdla entfernt. Er liegt auf einem Höhenzug, 25 m über dem Meeresspiegel.
Die Siedlung wurde erstmals 1565 unter dem Namen Paloby urkundlich erwähnt.

## Kirche
1820 wurde die kleine Steinkirche von Paluküla fertiggestellt. Für die Finanzierung zeichnete die adlige deutschbaltische Familie Ungern-Sternberg verantwortlich. Die Kirche sollte eigentlich als Grabkirche des Geschlechts dienen; der Plan wurde wegen des hohen Grundwasserspiegels kurze Zeit später aufgegeben.
Das Gotteshaus diente im 19. und 20. Jahrhundert auch als Seezeichen. 1990 wurde der historische Turmhelm durch ein Feuer zerstört.
1939 musste die Kirche der Roten Armee übergeben werden, die im selben Jahr in Estland Militärbasen errichtet hatte. Das ehemalige Gotteshaus diente fortan als Lagerraum und Beobachtungspunkt für die sowjetische Armee.